# Il mio amico (Madame)
Il mio amico è un singolo della rapper italiana Madame, pubblicato il 15 gennaio 2021 come terzo estratto dal primo album in studio eponimo.
Il brano vede la partecipazione del rapper Fabri Fibra.

## Tracce
Testi e musiche di Francesca Calearo, Fabrizio Tarducci.
1. Il mio amico – 3:29

## Classifiche
| Classifica (2021) | Posizione massima |
| ----------------- | ----------------- |
| Italia            | 11                |